# Марньо
Мар̀ньо (на италиански: Margno, на западноломбардски: Margn, Марн) е село и община в Северна Италия, провинция Леко, регион Ломбардия. Разположено е на 730 m надморска височина. Населението на общината е 366 души (към 2014 г.).